# Grégoire Cador

Bischofswappen von Grégoire Cador

Grégoire Cador (* 11. März 1961 in Solesmes, Département Sarthe) ist ein französischer Geistlicher und römisch-katholischer Bischof von Coutances.

## Leben
Grégoire Cador, zehntes Kind einer Familie mit elf Kindern, verbrachte seine Jugend in der Nähe der Benediktinerabtei Saint-Pierre de Solesmes und der Benediktinerinnenabtei Solesmes. Er arbeitete zunächst im Unternehmen seiner Familie mit, einem kleinen Futtermittelhersteller. Vier Jahre lang reiste er als wandernder Müller mit einer auf einem Lastwagen montierten Mühle durch sieben Départements rund um die Sarthe. In seiner Jugend engagierte er sich bei den Pfadfindern der Scouts unitaires de France (SUF) in Frankreich und darüber hinaus in Europa. Er war Gruppenleiter und später Kaplan bei den SUF, denen er sich weiterhin verbunden fühlt.
1980 trat er in das Priesterseminar des Bistums Le Mans ein, für das er nach seiner theologischen Ausbildung am 26. Juni 1988 das Sakrament der Priesterweihe empfing.
Nach vier Jahren als Kaplan in La Flèche ging er als Fidei-Donum-Priester nach Kamerun und war im Bistum Maroua-Mokolo tätig. Nach seiner Rückkehr nach Frankreich war er von 2016 bis 2020 Pfarrer in Allonnes-Arnage und Beauftragter für die Migrantenseelsorge. Von 2020 bis 2022 war er Generalvikar des Bistums Le Mans. Nach der Ernennung von Yves Le Saux zum Bischof von Annecy im Juni 2022 verwaltete er das vakante Bistum Le Mans als Diözesanadministrator. Der neue Bischof Jean-Pierre Vuillemin ernannte ihn nach seiner Amtseinführung im Mai 2023 erneut zum Generalvikar.
Am 5. August 2023 ernannte ihn Papst Franziskus zum Bischof von Coutances. Der Erzbischof von Rouen, Dominique Lebrun, spendete ihm am 15. Oktober desselben Jahres in der Kathedrale von Coutances die Bischofsweihe. Mitkonsekratoren waren der Apostolische Nuntius in Frankreich, Erzbischof Celestino Migliore, und der Erzbischof von Douala, Samuel Kleda.